# 聖布拉什迪阿爾波特爾
37°9′N 7°53′W / 37.150°N 7.883°W
聖布拉什迪阿爾波特爾（葡萄牙語：São Brás de Alportel），是葡萄牙的城鎮，位於該國南部，由法魯區負責管轄，始建於1914年6月1日，面積153.37平方公里，2011年人口10,662，人口密度每平方公里69.52人。

## 友好城市
- 法國 罗什拉莫利耶尔